# Matses
Le matses (ou mayoruna) est une langue panoane parlée en Amazonie péruvienne dans la région de Loreto et au Brésil, dans l'Amazonas par 2 000 Matses, un peuple entré en contact avec les Occidentaux en 1969.

## Phonologie

### Voyelles
|         | Antérieure | Centrale | Postérieure |
| ------- | ---------- | -------- | ----------- |
| Fermée  | i [i]      | ɨ [ɨ]    | u [ɯ]       |
| Moyenne | e [e]      |          | o [ɤ]       |
| Ouverte |            | a [a]    |             |

### Consonnes
|               |               | Bilabiale | Dentale | Rétroflexe | Palatale | Vélaire | Glottale |
| ------------- | ------------- | --------- | ------- | ---------- | -------- | ------- | -------- |
| Occlusives    | Sourdes       | p [p]     | t [t]   |            |          | k [k]   | ʔ [ʔ]    |
| Occlusives    | Sourdes       | b [b]     | d [d]   |            |          |         |          |
| Fricatives    | Fricatives    |           | s [s]   | ʂ [ʂ]      | š [ʃ]    |         |          |
| Affriquées    | Affriquées    |           | c [t͡s]  | tʂ [t͡ʂ]    | č [t͡ʃ]   |         |          |
| Nasales       | Nasales       | m [m]     | n [n]   |            |          | (ŋ) [ŋ] |          |
| Semi-voyelles | Semi-voyelles | w [w]     |         |            |          | j [j]   |          |